# Обрушение эстакады метро в Мехико
Обрушение эстакады метрополитена Мехико (Мексика) произошло 3 мая 2021 года в 22:25 по CDT на перегоне линии 12 «Оливос» — «Тесонко» на границе районов Истапалапа и Тлауак. Поддерживающая балка эстакады обрушилась под проезжающим поездом. Эстакада и два последних вагона поезда упали на проспект Тлауак возле станции «Оливос». Погибли 26 человек, 79 получили ранения. По данным на 6 мая, 5 человек числились пропавшими без вести.

## Предыстория
Метрополитен Мехико, которым управляет компания Sistema de Transporte Colectivo (STC), входит в десятку самых загруженных в мире и перевозит около 4,5 миллионов пассажиров в день. Он начал функционировать в 1969 году, и в настоящее время это вторая по длине система метро в Америке после нью-йоркской. Перед аварией система показывала признаки износа, и в целом имела место обеспокоенность о её техническом обслуживании.
Линия 12 открыта в 2012 году и является новейшей линией в системе. С момента открытия на линии возникали технические и структурные проблемы, что привело к частичному закрытию в 2014 и 2015 годах надземных участков, на которых произошла авария. Землетрясение в Пуэбле в 2017 году ещё больше повредило пролёт, и, хотя он был отремонтирован в течение нескольких месяцев, местные жители сообщили, что проблемы все ещё существовали годы спустя.
В марте 2020 года два поезда столкнулись на станции «Такубая» из-за того, что один из машинистов не соблюдал протоколы, и у поезда вышли из строя тормоза. В январе 2021 года в результате пожара в штаб-квартире метро в центре города погиб полицейский, было госпитализировано 30 человек, а шесть линий метро были выведены из строя на несколько дней. В апреле Линия 4 оказалась парализована вследствие пожара.

### Линия 12

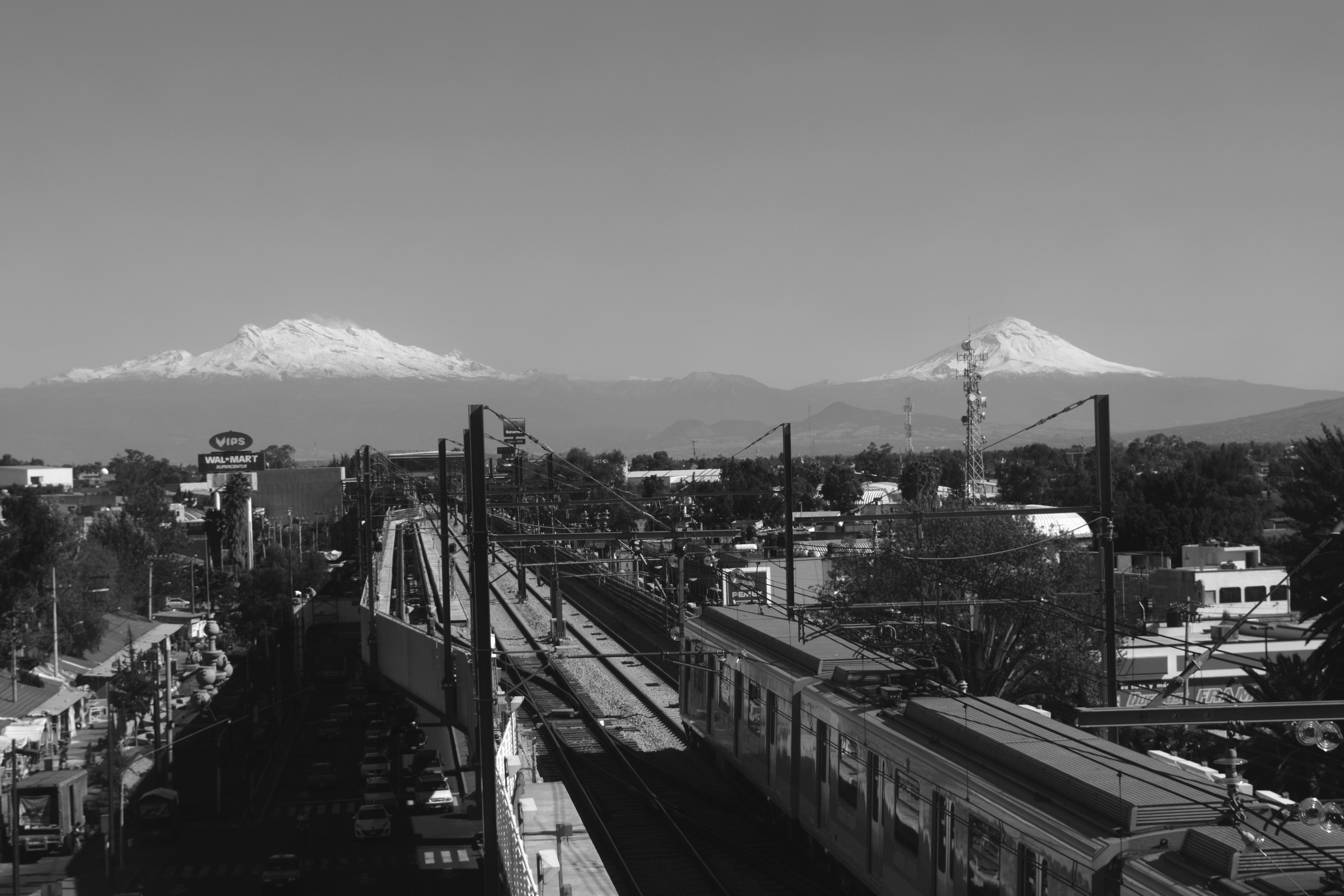
Виадук Оливос — Тесонко в 2016 году. Авария произошла возле вывесок Vips и Walmart, которые можно увидеть слева.

Линия 12, также известная как Золотая линия, является новейшей в Мехико. Построена Grupo ICA совместно с Alstom Mexicana и Grupo Carso. Строительство началось в сентябре 2008 года и несколько раз прерывалось, прежде чем линия была открыта в октябре 2012 года президентом Фелипе Кальдероном и главой правительства Мехико Марсело Эбрардом. Стоимость проекта в 26 миллиардов мексиканских песо (1,29 миллиарда долларов США на 2021 год) превысила прогнозы примерно на половину. С самого начала работы на Линии 12 возникали проблемы с поездами на надземных участках, из-за чего скорость движения составляла всего 5 км/ч на некоторых участках из-за схода с рельсов. Участок Атлалилько — Тлауак, включая станции Оливос и Тесонко, был закрыт через 17 месяцев после открытия линии ещё на 20 месяцев для устранения технических и структурных неисправностей.
Была создана специальная комиссия для расследования причин и привлечения к ответственности должностных лиц за ошибки, вызвавшие закрытие. Независимую консалтинговую группу SYSTRA попросили представить отчет о своем расследовании. После того, как они просмотрели более 2 900 документов и протестировали пути, группа пришла к выводу, что ошибки присутствовали во время «планирования, проектирования, строительства и эксплуатации» линии. В 2015 году Главное контрольно-ревизионное управление Федерации (Auditoría Superior de la Federación; ASF) определило, что в процессе строительства было обнаружено 12 нарушений, включая несовместимость между колесами поезда FE-10 и рельсами, которые могли вызвать нестабильность, и что движение поездов было безопасным, но с допустимым пределом. По словам генерального директора STC Флоренсии Серрания, с французской компанией TCO заключила контракт с 2016 года на поддержание повседневных условий эксплуатации стационарных установок линии, и что компания не сообщала о каких-либо нарушениях.
После землетрясения в Пуэбле 2017 года, вызвавшего повреждения на Линии 12, временно были закрыты станции Тесонко и Оливос; они были вновь открыты через три дня, и Оливос служила временной конечной станцией в течение одного месяца. В 2017 году жители сообщили, что на участке есть видимые структурные трещины, которые могут вызвать обрушение в будущем. По полученным жалобам транспортные власти провели ремонтные работы. Колонна между станциями Оливос и Нопалера, на которой были обнаружены трещины в основании, была отремонтирована транспортными властями к январю 2018 года. Однако до пандемии COVID-19 жители сообщили властям, что участок крутой, а балки изогнуты. К концу 2019 года инженерная компания Ingeniería, Servicios y Sistemas Aplicados провела исследование структурных и геотехнических характеристик путепровода, и пришла к выводу, что опасности нет.

## Обрушение

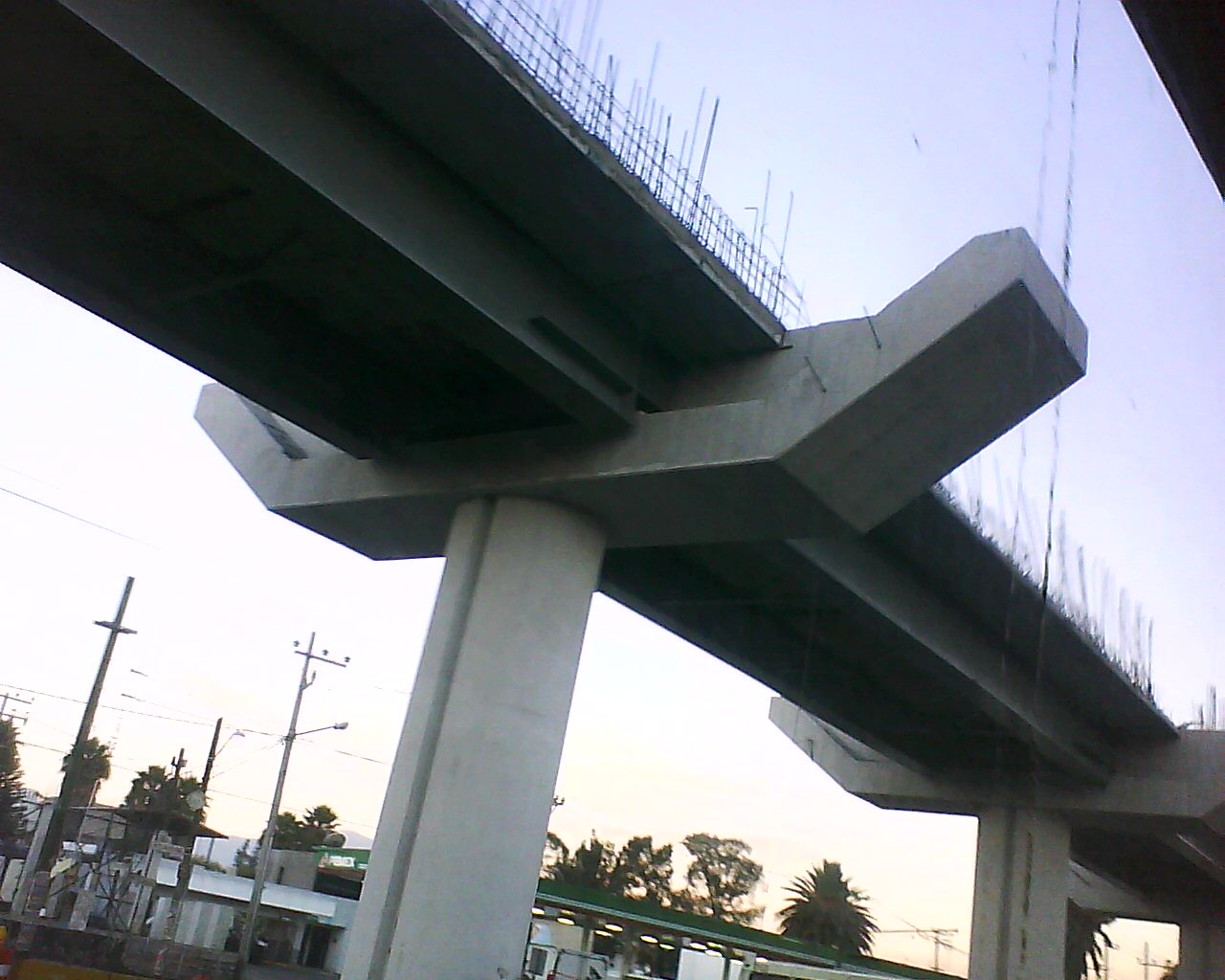
Железобетонные балки возле станции Оливос в 2010 году. Авария была вызвана обрушением аналогичных балок

3 мая 2021 года в 22:25 CDT в районе Тлауак поезд, направлявшийся на восток, проходил по эстакаде между станциями Оливос и Тесонко. На расстоянии около 220 метров до станции Оливос рухнула опорная балка, в результате чего два последних вагона поезда сорвались с моста. Упавшие вагоны были подвешены в форме буквы V: один вагон ударился о землю, а другой остался в подвешенном состоянии. Обломки упали на автомобиль, проезжавший по проспекту Тлауак, убив водителя и ранив его жену. Высота эстакады в этом месте составляет около 5 метров, и она проходит над бетонной разделительной полосой, что свело к минимуму число жертв среди автомобилистов.
26 человек погибли, ещё 79 получили ранения; 65 пострадавших были госпитализированы, семеро из них находились в тяжелом состоянии. Среди жертв были несовершеннолетние. Инцидент в метро стал самым смертоносным с 1975 года, когда в результате столкновения двух поездов погиб 31 человек.

## Спасательные работы
После обрушения свидетели начали спасательные работы а позже к ним присоединились группы быстрого реагирования. Окрестные жители предлагали спасателям кофе де олья, воду и хлеб. Ближайший торговый центр расчистил парковку и позволил властям установить контрольный пост. Через несколько часов спасательные манёвры были остановлены, так как конструкция оставалась неустойчивой. Кран был отправлен для подъёма секций поезда, в то время как поисково-спасательные группы работали над поиском выживших. Первый вагон был удалён на следующий день в 09:20 CDT (14:20 UTC), а второй — до 14:00 CDT (19:00 UTC) в тот же день.

## Последствия

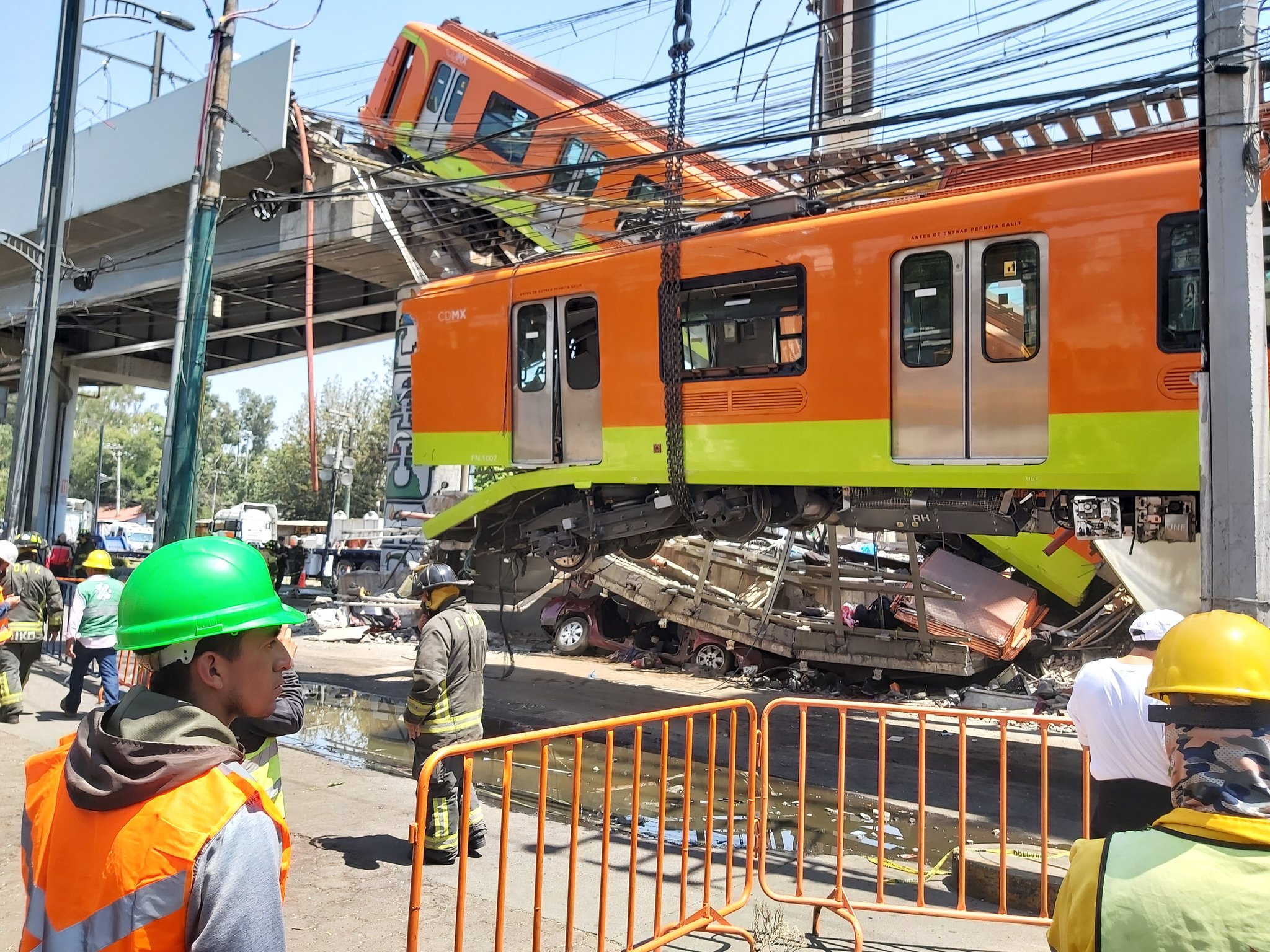
Фотография сделана через день после аварии 4 мая 2021 года

26 человек погибли, ещё 79 получили ранения; 65 пострадавших были госпитализированы, семеро из них находились в тяжелом состоянии. Среди жертв есть несовершеннолетние. Инцидент в метро стал самым смертоносным с 1975 года, когда в результате столкновения двух поездов погиб 31 человек.
STC предупредил жителей, чтобы они не заходили в этот район. Работа всей Линии 12 была приостановлена на время проведения обследований. Пассажиропоток перенаправили на 490 городских автобусов, которых оказалось недостаточно для компенсации остановки линии. Правительство города заключило контракт с компанией Autobuses de Oriente, чтобы увеличить число автобусов. Правительство добавило временные маршруты к станциям Tasqueña и Universidad.
Генеральный секретарь Мексиканского союза рабочих метро объявил, что около 8000 рабочих объявят забастовку из-за неадекватных условий труда для их безопасности. Пользователи сообщили в социальных сетях о структурных повреждениях других надземных станций, в том числе Oceanía, Consulado и Pantitlán. Мэр Мехико Клаудия Шейнбаум сказала, что они будут осмотрены надлежащим образом.
Эбрард и Шейнбаум (оба — ставленники президента Андреса Мануэля Лопеса Обрадора) считаются ведущими кандидатами от партии «Движение национального возрождения» (МОРЕНА) на президентских выборах в 2024 году. Однако их амбиции могут потерпеть крах после этого инцидента, поскольку строительство Линии 12 контролировалось Эбрардом и считалось его «фирменным инфраструктурным проектом», в то время как у Шейнбаум было более двух лет, чтобы устранить опасения по поводу состояния линии и убедиться, что линия поддерживается в надлежащем состоянии.

### Протесты
На следующий день протестующие, возмущённые обрушением и ответными мерами, разгромили несколько станций, разбив стеклянные перегородки платформ и нанеся лозунги, такие как «Это не случайность — это была халатность», на стенах станции. Демонстранты прошли от станции Периферико Орьенте к месту происшествия с транспарантами, на которых было написано: «Это не было несчастным случаем, у виновных есть имена и фамилии» и «Коррупция убивает, а гибнут всегда люди».

## Реакция
Федеральное правительство объявило трёхдневный траур в стране. Мэр Мехико Клаудиа Шейнбаум заявила, что расследование причин аварии проведёт международное агентство, которым стал норвежский аккредитованный регистратор и классификационное общество DNV . Когда директора Серраниа спросили о спутниковых снимках, которые показали, что участок был слегка искажён, она ответила: «Такой информации нет, это неправда». Она отказалась уйти в отставку.
Через несколько минут после происшествия К. Шейнбаум отправилась на место происшествия. М. Эбрард заявил в Твиттере: «„То, что произошло сегодня в метро, — ужасная трагедия… Мои соболезнования жертвам и их семьям“». На следующее утро президент Лопес Обрадор выразил соболезнования и сказал, что «ничего не будет скрыто, мы не должны впадать в спекуляции. … Без доказательств не будет предъявлено никаких обвинений». Grupo Carso, главный строитель участка Периферико Орьенте — Сапотитлан, объявила, что дождётся официальных экспертиз, прежде чем комментировать случившееся.